# Klormetan
Klormetan, även kallad metylklorid är en kemisk förening i gruppen haloalkaner, organiska föreningar som innehåller minst en halogenatom. Ämnet används vanligen som kylmedel. Det är en färglös extremt lättantändlig gas med en svag söt doft, som emellertid är märkbar vid hälsovådliga koncentrationer. På grund av sin giftighetsgrad används ämnet inte längre i konsumtionsvaror. Klormetan syntetiserades för första gången av de franska kemisterna Jean-Baptiste Dumas och Eugene Peligot år 1835 genom att koka en blandning av metanol, svavelsyra och natriumklorid. Denna metod liknar den som används idag.

## Tillverkning
Stora mångder klormetan bildas naturligt i världshaven på grund av solljusets inverkan på biomassa och klorgas i havsskummet. All klormetan som används industriellt tillverkas dock syntetiskt.
Det mesta klormetan tillverkas genom att låta metanol (CH3OH) reagera med väteklorid (HCl) enligt följande reaktion:
{\displaystyle {\rm {CH_{3}OH+HCl\rightarrow CH_{3}Cl+H_{2}O}}}
Detta kan genomföras antingen genom att väteklorid bubblas genom kokande metanol med eller utan en zinkkloridkatalysator, eller genom att föra ångor av metanol och väteklorid över en katalysator av aluminiumoxid vid 350 °C.
En mindre mängd klormetan framställs genom att upphetta en blandning av metan och klor till över 400 °C. Denna metod resulterar emellertid till att mer klorerade föreningar bildas, så som diklormetan och triklormetan och används endast när dessa produkter också är önskade.
Fortsatta reaktioner med klormetan och väteklorid kan bilda diklormetan, triklormetan (kloroform) och tetraklormetan (koltetraklorid).

## Tillämpningar
Klormetan användes vanligen som kylmedel, men har slutat användas på grund av sin toxicitet och lättantändlighet. Klormetan användes också för att framställa bly-baserade bensintillsatser, men bly i bensin har avvecklats i den större delen av den industrialiserade världen (ett viktigt undantag är före detta Sovjetunionen).

## Säkerhet
Klormetan angriper det centrala nervsystemet, vilket resulterar i förgiftning. Utsatta kan känna sig trötta, yra och förvirrade, ha svårt att andas, samt ha svårt att gå och prata. Högre koncentrationer kan medföra förlamning, epilepsi och koma.